# Mundzuk
Mundzuk (n.  ? – , Transilvania, România) a fost o căpetenie hună, fratele conducătorilor huni Octar și Rugila și tatăl lui Bleda și Attila. Iordanes povestește în Getica următoarele: „Pentru că Attila era fiul lui Mundzucus, ai cărui frați erau Octar și Ruas, despre care se spune că ar fi fost regi înainte de Attila, deși nu în întregime peste aceleași [teritoriilor] ca și el”.

## Etimologie
Numele este menționat ca Mundzucus de către Iordanes, Mundiucus de către Cassiodorus, Μουνδίουχος (Moundiouhos) de către Priscus și Μουνδίου (Moundiou) de către Teofan al Bizanțului. În latina vulgară d înainte de i și e, urmat de o vocală, a devenit dz. Gyula Németh și László Rásonyi considerau pe bună dreptate că acest nume ar fi o transcriere a cuvintelor turcice munčuq, munʒuq, minʒaq, bunčuq, bonʒuq, mončuq, cu două sensuri interconectate de „bijuterie, perlă, mărgea” și „steag”. El are simbolismul regal și religios altaic de perlă numită munčuq care reprezenta soarele și luna, iar această piatră prețioasă a fost folosită ca ornament final pe lancea steagurilor imperiale.
O aceeași etimologie, într-o formă prescurtată, a avut-o generalul gepid Mundus (Μοΰνδο-, Mundo).

## Moștenire
Cunoscut sub numele de Bendegúz în limba maghiară, el apare în imnul național al Ungariei ca un strămoș al maghiarilor. Numele este prezent, de asemenea, în limba croată, formând numele de familie Mandzukic.